# Sosna Marta
Sosna Marta – pomnikowa sosna zwyczajna rosnąca w Puszczy Białowieskiej, olbrzym sosnowy, w chwili obecnej najpotężniejsza sosna Puszczy Białowieskiej, drugą po niej jest sosna przy Dziedzince.
Obecny obwód pnia na wysokości 130 cm od postawy wynosi 391 cm (według pomiarów z 2009 roku), obecna wysokość drzewa wynosi 40,4 metrów (według pomiarów Tomasza Niechody z 2009 roku).
Pomimo iż w tej chwili jest najpotężniejszą sosną Puszczy Białowieskiej, w przeszłości kilka sosen przewyższało ją rozmiarami. Na początku XX wieku rekordzistą była sosna z oddziału 402, której obwód pnia wynosił 410 cm, została powalona w latach 20. XX wieku. Po niej rekordzistką była sosna z oddziału 318, o obwodzie pnia ponad 390 cm, drzewo zamarło w latach 60. lub 70..
Nazwa została nadana na cześć Marty Popławskiej, miłośniczki przyrody Puszczy Białowieskiej.
Żywotność sosny jest dobra, jej wiek jest szacowany na około 250-300 lat; rośnie na żyznym siedlisku.